# Мамаев, Константин Николаевич
Константи́н Никола́евич Мама́ев (род. 4 апреля 1935, Свердловск, ныне Екатеринбург) — русский писатель, литературовед и переводчик, художник, специалист по Китаю и Японии.

## Биография
Родился в г. Свердловске в 1935 году.
В 1958 окончил Уральский политехнический институт, в 1962 окончил математические курсы в Новосибирске.
По 1968 работал в нескольких НИИ Свердловска, в том числе в Свердловском Институте горного дела. Самостоятельно занимался философией (немецкая феноменология), изучил японский и китайский языки.
После 1968 года занимался переводами с японского (научная и техническая литература) и с немецкого (работы по богословию). С 1995 по 2008 научный сотрудник Института Истории и Археологии УрО РАН. Живёт в Екатеринбурге.
Первые публикации в самиздатовских журналах 37 и Часы (Ленинград), среди них «Письма о Платонове» — первая в России большая работа, посвящённая Чевенгуру (вышла под псевдонимом редакции Суйцидов). Лауреат премии Андрея Белого (1998). Последние годы публикуется в сетевых журналах.

## Вещи

### Деревянные вещи
Вещи Константина Мамаева — это попытка совместить утилитарность (со-ответствие вещи и тела человека) и мифологическую первооснову вещи. Другой отправной момент художника — театральность вещи, ощупанной как бы впервые, бесконечно занятной, как в детстве: удивление рук.

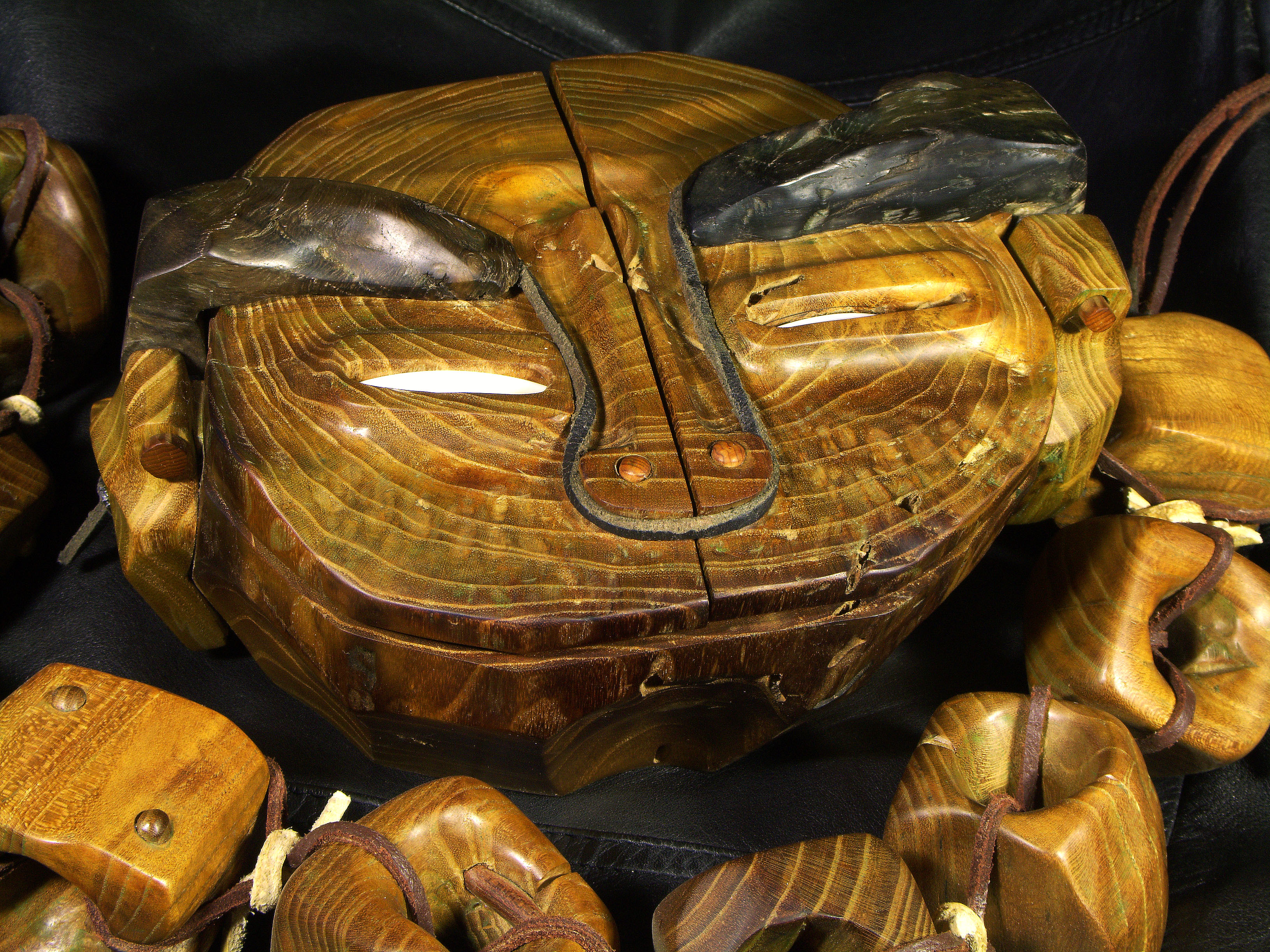
Чайный прибор Уршан

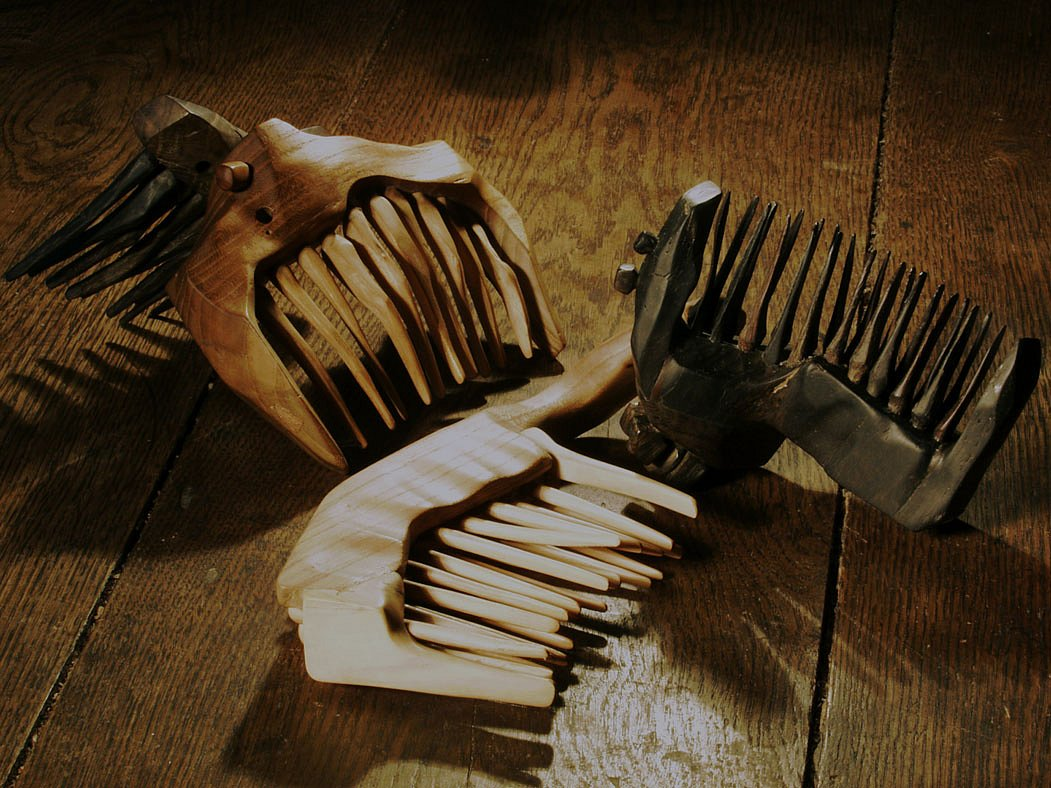
Гребни

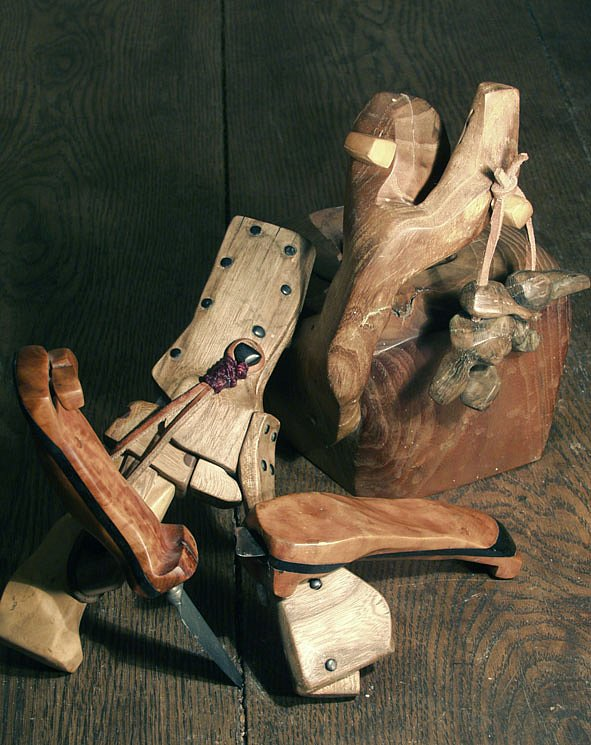
Ножи

### Свитки
Символические свитки Константина Мамаева — попытка вернуть символ в тело, овеществить его. В пределах одного и того же свитка символ, чаще всего свастика, выполняется как верёвочный контур, как аппликация из кожи, как деревянный рельеф. Так создаётся вещная перспектива или материальный путь символа и тем самым восстанавливается его стёршийся сакральный смысл.

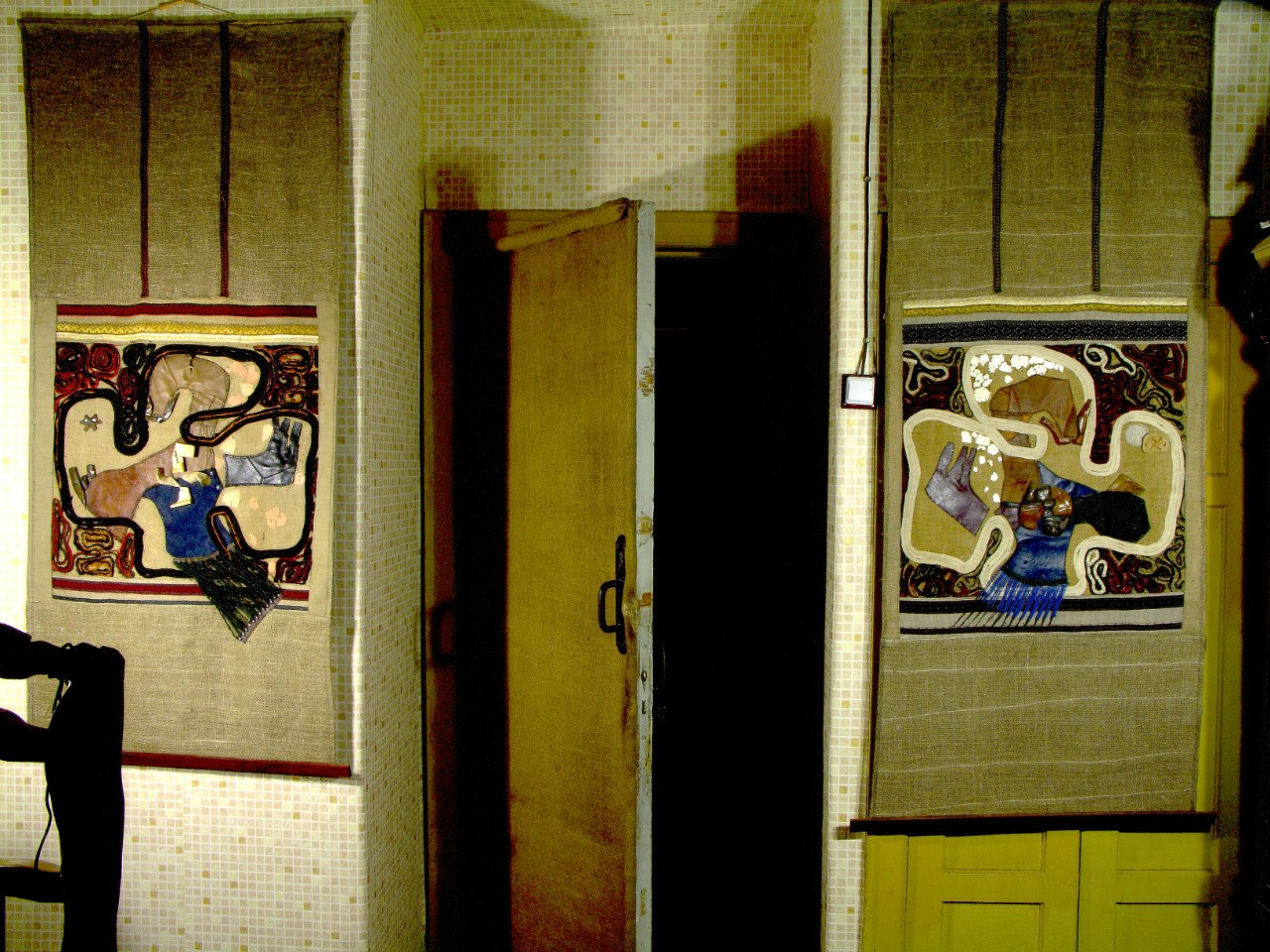
Свитки со свастикой

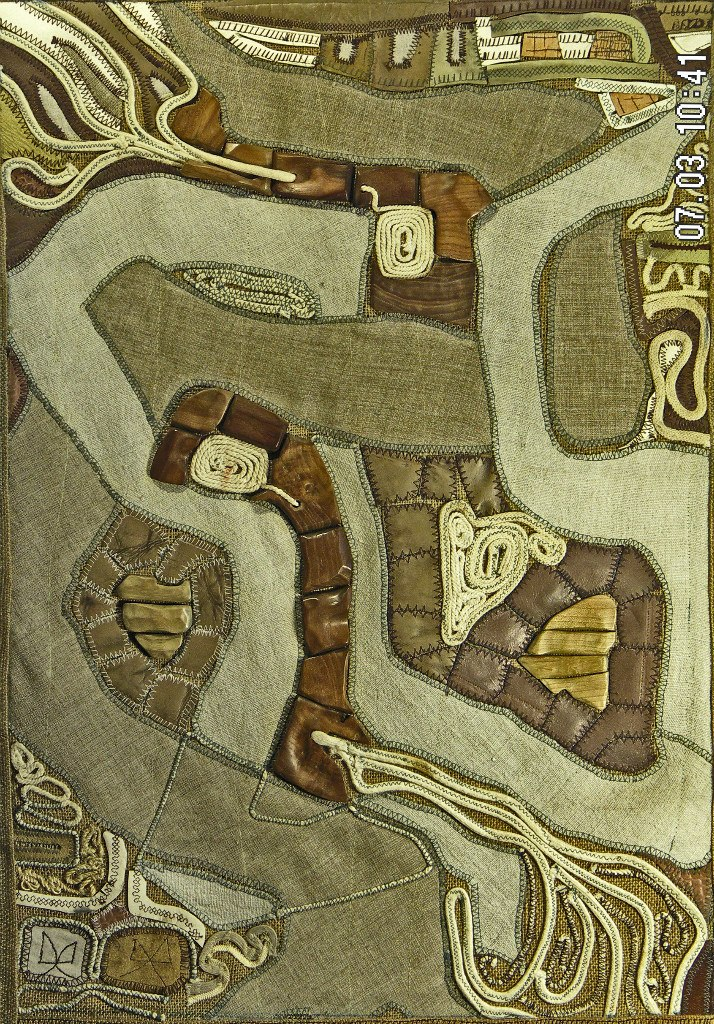
Драконы

## Опубликованные произведения

### Книги
Мамаев К. Н. Восточные ворота западного рынка. — Екатеринбург: УрО РАН, 2004.
Мамаев К. Н. Письмо и речь. — 2-е изд. — Екатеринбург: УрО РАН, 2001.
Мамаев К. Н. Письмо и речь. — 1-е изд. — Екатеринбург: УрО РАН, 2000.
Мамаев К. Н. Драма как сценическое событие. — Екатеринбург: УрО РАН, 1997.
Мамаев К. Н. Деревянный рай. — Екатеринбург, 1995.
Анкудинов Д. Т., Мамаев К. Н. Малобазные тензодатчики сопротивления. — М.: Машгиз, 1968.

### Журнальные публикации
Урал
Китаески // Урал : журнал. — 2002. — № 11.
Хорошо:? что это такое? О прозе Вадима Месяца // Урал : журнал. — 2000. — № 12.
Дар не нашего берега // Урал : журнал. — 1994. — № 5.
Нары рая // Урал : журнал. — 1993. — № 5.
Деревянный рай // Урал : журнал. — 1992. — № 7.
Отмычки от дома (рецензия на Пушкинский дом Андрея Битова) // Урал : журнал. — 1990. — № 11.
Цигун
Ещё раз скажи «Ещё раз» // Цигун : журнал. — 2011. — № 3.
Книга как листопад // Цигун : журнал. — 2011. — № 2.
Каллиграфия Хуан Тинцзяня // Цигун : журнал. — 2011. — № 1.
Декоративное искусство
Поминки по общему месту // Декоративное искусство : журнал. — 2001. — № 1.
Моя игра с деревом // Декоративное искусство : журнал. — 1989. — № 4.
Вещь для себя // Декоративное искусство : журнал. — 1989. — № 1.
Театральная жизнь
Погребничко предлагает нам «второго» Островского // Театральная жизнь : журнал. — 1989. — № 20.
Нам спускают «запиндю» Островского // Театральная жизнь : журнал. — 1988. — № 16.
Остальные
А и Б сидели на трубе // Несвоевременные записки : журнал. — 1996. — № 3.
Заставить по собственному желанию для общей пользы // МИКС : журнал. — 1991. — № 6.

### Сетевые публикации
Перемены
Перемены знака. «Перемены» (10 мая 2015). Дата обращения: 14 мая 2015.
Русская жизнь
Прыжок в себя. «Русская жизнь» (10 мая 2015). Дата обращения: 14 мая 2015.
Нужные, как зубочистки. «Русская жизнь» (10 ноября 2013). Дата обращения: 14 ноября 2013.
Франц Кафка. Из 8 тетрадей. «Русская жизнь» (10 октября 2013). Дата обращения: 14 ноября 2013.
Лягушки - соснам. (А хер - няне!). «Русская жизнь» (10 марта 2013). Дата обращения: 14 ноября 2013.
Мурр, эмур, перма, рон. «Русская жизнь» (10 мая 2011). Дата обращения: 3 апреля 2012. Архивировано 15 мая 2012 года.
Красноречие молчания. «Русская жизнь» (3 марта 2011). Дата обращения: 3 апреля 2012. Архивировано 15 мая 2012 года.
Повествовательная этика классического дискурса. «Русская жизнь» (3 февраля 2011). Дата обращения: 3 апреля 2012. Архивировано 15 мая 2012 года.
Сверхновое литературное поношение чемодана поношенных маскарадных одежд. «Русская жизнь» (29 декабря 2010). Дата обращения: 3 апреля 2012. Архивировано 15 мая 2012 года.
Кононенко в Китае. «Русская жизнь» (14 сентября 2010). Дата обращения: 3 апреля 2012. Архивировано 15 мая 2012 года.
Неразменный теплообменник. «Русская жизнь» (14 сентября 2010). Дата обращения: 3 апреля 2012. Архивировано 15 мая 2012 года.
Целан П. Из цикла «Семь роз спустя». «Русская жизнь» (8 июня 2010). — Перевод Константина МАМАЕВА. Дата обращения: 3 апреля 2012. Архивировано 15 мая 2012 года.
Художник Юрий Кононенко. «Русская жизнь» (21 января 2010). Дата обращения: 3 апреля 2012. Архивировано 15 мая 2012 года.
Игра Бузони. «Русская жизнь» (7 сентября 2009). Дата обращения: 3 апреля 2012. Архивировано 15 мая 2012 года.
Случай и судьба. «Русская жизнь» (14 мая 2008). Дата обращения: 3 апреля 2012.
Место в прозе Майи Никулиной. «Русская жизнь» (3 сентября 2007). Дата обращения: 3 апреля 2012.
Делез и русский перечень. «Русская жизнь» (26 апреля 2007). Дата обращения: 3 апреля 2012.
Эмигрантский роман. «Русская жизнь» (11 сентября 2006). Дата обращения: 3 апреля 2012.
Выстрел в Александра Вольфа. «Русская жизнь» (13 июля 2005). Дата обращения: 3 апреля 2012.
Топос
Письмо и след. «Топос» (13 ноября 2023).
Орфей там. «Топос» (7 сентября 2023).
Орфей здесь. «Топос» (5 сентября 2023).
Русский Орфей. «Топос» (27 августа 2023).
Текстура китайского ландшафта. «Топос» (16 мая 2023).
Черты священного лица (Онегин). «Топос» (8 декабря 2022).
Итак, Итака ("Улисс" Дж. Джойса) - продолжение. «Топос» (11 ноября 2022).
Итак, Итака ("Улисс" Дж. Джойса). «Топос» (10 ноября 2022).
Принстоунхендж. «Топос» (24 декабря 2020).
Мул без узды. «Топос» (6 ноября 2019).
Из Рильке. Контр-строфы. «Топос» (16 июля 2019).
Из Рильке. «Топос» (9 июля 2019).
ХР УСТ. «Топос» (24 июня 2019).
Тыльная сторона чуда. «Топос» (12 декабря 2018).
Переводы из Целана. «Топос» (5 декабря 2018).
Пред свечей (Перевод стихотворения П. Целана). «Топос» (6 ноября 2018).
Про ЭТИ (стихи?). «Топос» (30 июля 2018).
Переводы из Целана. «Топос» (23 июля 2018).
Собиратель в пространстве. «Топос» (23 мая 2018).
Биография Ми Фэя. «Топос» (11 апреля 2018).
Грабли для головы. «Топос» (4 октября 2016).
Играя топорами. «Топос» (3 октября 2016).
Перевод с китайского. «Топос» (7 марта 2016).
Я сдвоил озеро, стоящее отвесно. «Топос» (15 января 2016).
Возврат к возвращению. «Топос» (9 сентября 2015).
Вдогонку за коляской. «Топос» (31 марта 2015).
Прыжок в себя. «Топос» (18 марта 2015).
Где твои зубы, ГДЕ ГЛАЗА ТВОИ, дракон? «Топос» (19 декабря 2014).
Тыльная сторона блесны. «Топос» (23 мая 2014).
Розовый поросёнок. «Топос» (12 ноября 2013).
Полёт во время чаепития. «Топос» (15 октября 2013).
Нужные как зубочистки. «Топос» (8 октября 2013).
Кошмар коляски. «Топос» (8 октября 2012). Дата обращения: 11 октября 2012. Архивировано 27 октября 2012 года.
Прересные просранцы. «Топос» (18 июня 2012). Дата обращения: 25 июня 2012. Архивировано 29 августа 2012 года.
Мужество поэта. (Переводы из поэзии [[Гёльдерлин, Фридрих|Гёльдерлина]]). «Топос» (4 мая 2012). Дата обращения: 11 октября 2012. Архивировано 27 октября 2012 года.
Единственный. «Топос» (13 марта 2012). Дата обращения: 3 апреля 2012. Архивировано 15 мая 2012 года.
Человек, который дышал на ладан. «Топос» (23 февраля 2012). Дата обращения: 3 апреля 2012. Архивировано 15 мая 2012 года.
Альтруизм крутой всмятку. «Топос» (26 января 2011). Дата обращения: 3 апреля 2012. Архивировано 15 мая 2012 года.
Присутствие и речь. «Топос» (5 октября 2010). Дата обращения: 3 апреля 2012. Архивировано 15 мая 2012 года.
Антропология Юрия Кононенко. «Топос» (10 сентября 2010). Дата обращения: 3 апреля 2012. Архивировано 15 мая 2012 года.
Рыба мелузина. «Топос» (5 августа 2010). Дата обращения: 3 апреля 2012. Архивировано 15 мая 2012 года.
Вилами по воде… «Топос» (30 июня 2010). Дата обращения: 3 апреля 2012. Архивировано 15 мая 2012 года.
Хрусталь в Стекольном. «Топос» (22 декабря 2009). Дата обращения: 3 апреля 2012. Архивировано 15 мая 2012 года.
Переводы из поэзии Пауля Целана. «Топос» (23 ноября 2009). Дата обращения: 3 апреля 2012. Архивировано 15 мая 2012 года.
Мамаев и пустота. «Топос» (1 октября 2009). Дата обращения: 3 апреля 2012. Архивировано 15 мая 2012 года.
Сон в дождливую ночь. «Топос» (23 сентября 2009). Дата обращения: 3 апреля 2012. Архивировано 15 мая 2012 года.
Письмо и текст. О прозе Юлии Кокошко (Окончание). «Топос» (7 ноября 2007). Дата обращения: 3 апреля 2012. Архивировано 15 мая 2012 года.
Письмо и текст. О прозе Юлии Кокошко. «Топос» (6 ноября 2007). Дата обращения: 3 апреля 2012. Архивировано 15 мая 2012 года.
Остальные
Богатыри немы. «Частный корреспондент» (11 сентября 2009). Дата обращения: 3 апреля 2012. Архивировано 15 мая 2012 года.
Письмо Китая и Японии. Информационный культурный центр «Япония» (31 марта 2007). Дата обращения: 3 апреля 2012. Архивировано 15 мая 2012 года.

### Прочие
Образы средневековья / Послесловие К. Н. Мамаев. — Екатеринбург: Автограф, 2008. — 400 с.
М. Хайдеггер. Что зовется мышлением? / Мамаев К. Н. Беседа с переводчиком О функции языка и мышлении М. Хайдеггера. — М.: Территория будущего, 2006.